# イーダ・フォン・アンハルト＝ベルンブルク＝シャウムブルク＝ホイム
イーダ・フォン・アンハルト＝ベルンブルク＝シャウムブルク＝ホイム（Ida von Anhalt-Bernburg-Schaumburg-Hoym, 1804年3月10日 - 1828年3月31日）は、オルデンブルク大公アウグストの2番目の妃。夫の即位以前に死んだため大公妃にはならなかった。

## 生涯
アンハルト＝ベルンブルク＝シャウムブルク＝ホイム侯ヴィクトル2世とその妃でナッサウ＝ヴァイルブルク侯カール・クリスティアンの娘アマーリエの間に末娘として生まれた。3人の姉たちと一緒にホイムの宮廷で大切に育てられた。
イーダは1825年6月24日、当時はオルデンブルク大公世子であったアウグストと結婚した、アウグストはイーダの次姉アーデルハイトと結婚したが死別しており、イーダとアウグストは義理の兄弟関係のため互いに親しい文通相手でもあった。しかしイーダは結婚から3年後、大公家の世継ぎとなる男の子を残して急逝した。

## 子女
- ペーター2世（1827年 - 1900年） - オルデンブルク大公